# Salomėja Zaksaitė
Salomėja Zaksaitė (Kaunas, 25 luglio 1985) è una scacchista lituana, Maestro Internazionale femminile.
Diventò Maestro Internazionale femminile (WIM) nel 2003.
Ha partecipato con la nazionale lituana femminile.
Nella lista FIDE di marzo 2016 ha 2286 punti Elo.
Allenatore: Gintautas Petraitis (* 1944), ICCGM; Vaidas Sakalauskas (* 1971), IM.
Nel 2008 Zaksaitė si laureò in legge, ottenendo il dottorato in criminologia e diritto penale nel 2012 all'università di Vilnius.